# Justus Waśniewski
Justus Wincenty Waśniewski OFM (ur. 13 marca 1817 w Dąbrówce pod Starogardem Gdańskim, zm. 28 grudnia 1886 w Wejherowie) – polski kapłan, franciszkanin, minister prowincjalny Prowincji Niepokalanego Poczęcia NMP w Prusach i w Wielkim Księstwie Poznańskim w latach 1864–1870.

## Życiorys
O. Justus Waśniewski przyszedł na świat w kaszubskiej wsi Dąbrówka pod Starogardem Gdańskim 13 marca 1817 w rodzinie Andrzeja i Franciszki Klukowskiej. Do Zakonu Braci Mniejszych − franciszkanów − wstąpił w klasztorze w Żurominie (Pruska Prowincja Reformatów pw. Wniebowzięcia NMP) 18 października 1833. Następnie uczył się w szkołach średnich w Siennicy koło Mińska Mazowieckiego i w Zarębach Kościelnych koło Ostrowi Mazowieckiej. Przygotowujące do kapłaństwa studia filozoficzno-teologiczne odbył w latach 1837–1842 we Włocławku i Płocku. Śluby wieczyste złożył 24 maja 1837, zaś święcenia kapłańskie 19 lipca 1840.
Następnie uczył w szkołach we Włocławku, Smolanach koło Suwałk oraz w Żurominie. W latach 1847–1848 był kaznodzieją w Płocku, potem sekretarzem prowincjała w Siennicy i znowu kaznodzieją w Zarębach Kościelnych. W 1851 został przeniesiony do Łąk Bratiańskich, skąd dojeżdżał do pracy w duszpasterstwie w Radzyniu.
Gdy dekretem In regimine universi Ordinis z 12 maja 1855 generał zakonu Wenanty z Celano powołał do istnienia Prowincję Niepokalanego Poczęcia NMP w Prusach i w Wielkim Księstwie Poznańskim, o. Waśniewski stał się członkiem tej nowej jednostki administracyjnej zakonu franciszkańskiego. Mieszkał w kolejnych latach w klasztorach w Poznaniu, Wejherowie i Łąkach Bratiańskich (lata 1855-1863). W nowej prowincji był wybierany na definitora (1861–1864, 1873-1875), kustosza, czyli zastępcę prowincjała (1870-1873). W latach 1864–1870 był prowincjałem, wybierany na ten urząd aż dwukrotnie. Pod koniec życia mieszkał w Wejherowie. Tam przeżył pruską kasatę 31 maja 1875. Zmarł 28 grudnia 1886, pochowany w Wejherowie.